# Гуцал Петро Зеновійович
Петро Зеновійович Гýцал (нар. 6 лютого 1958, Жеребки, УРСР) — український історик, краєзнавець, журналіст. Кандидат історичних наук (2005), доцент. Член Національної спілки краєзнавців і журналістів (2003) України та Наукового товариства імені Шевченка (2010).

## Життєпис
Петро Гуцал народився 6 лютого 1958 року в селі Жеребках, нині Підволочиської громади Тернопільського району Тернопільської области України.
Закінчив історичний факультет Львівського державного університету імені Івана Франка (1980). Працював завідувачем науково-методичного кабінету своєї Alma-mater (1980—1982), викладачем, старшим викладачем Тернопільського педагогічного інституту (1982—1996), заступником директора Тернопільської класичної гімназії (1997—1999), науковим редактором Тернопільського енциклопедичного словника (2004—2008)[джерело?]; нині — доцент катедри журналістики Тернопільського національного педагогічного університету імені Володимира Гнатюка.
У 2000—2003 роках перебував у Великій Британії.

## Доробок
Автор публікацій у наукових збірниках, енциклопедичних виданнях, щорічниках і періодиці; книжок «У краю соколиних злетів: Нариси історій сіл Соколів та Сокольники землі Теребовлянської» (1998; співавтор), «Село Жеребки: його історія і люди» (2003), «Українські правники Тернопільського краю: Біографічний довідник» (2008); символіки родинних Жеребків (2013).
Є членом авторського колективу «Релігієзнавчого словника» (Київ, 1996), фотоальбому «Міліція Тернопілля» (Тернопіль, 1998), «Юридичної енциклопедії» (Київ, 2001, Т. 3; 2002, Т. 4). Публікувався в регіональних річниках «Тернопілля’96» і «Тернопілля’97», збірнику «Літературна Збаражчина» (1996), «Історичному календарі». (Випуски третій, четвертий, п'ятий; Київ, 1996, 1997, 1998), «Українському церковно-історичному календарі» (Київ, 2001, 2003), довіднику «Тернопільська область: Адміністративно-територіальний устрій» (Тернопіль, 1997), «Наукових записках Тернопільського державного педагогічного університету ім. В. Гнатюка. (Серія: Історія. Випуск 8; (1999).
Автор багатьох науково-популярних публікацій у ЗМІ на історичну тематику:
- Петро Гуцал.Історія про війну за Збручем і євреїв у Галицькій армії
- Петро Гуцал. НЕ ЗАБУДЬМО: СТАРШИНА УГА ЛЕВ СОСЕНКО

Автор статей в Енциклопедії сучасної України.